# Genius (védőszellem)

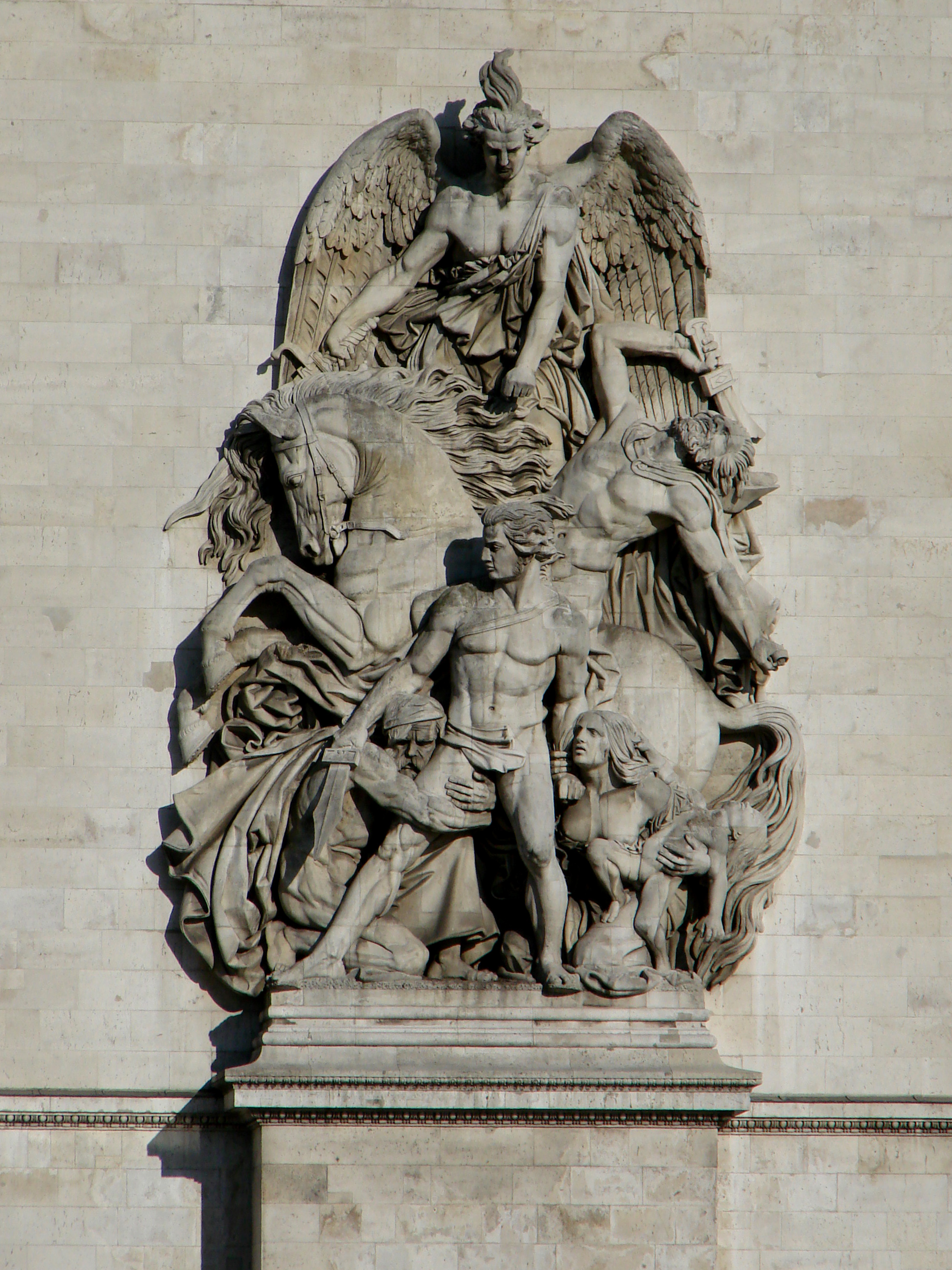
Antoine Etex (1808-1888):Az ellenállás géniusza, a párizsi diadalíven

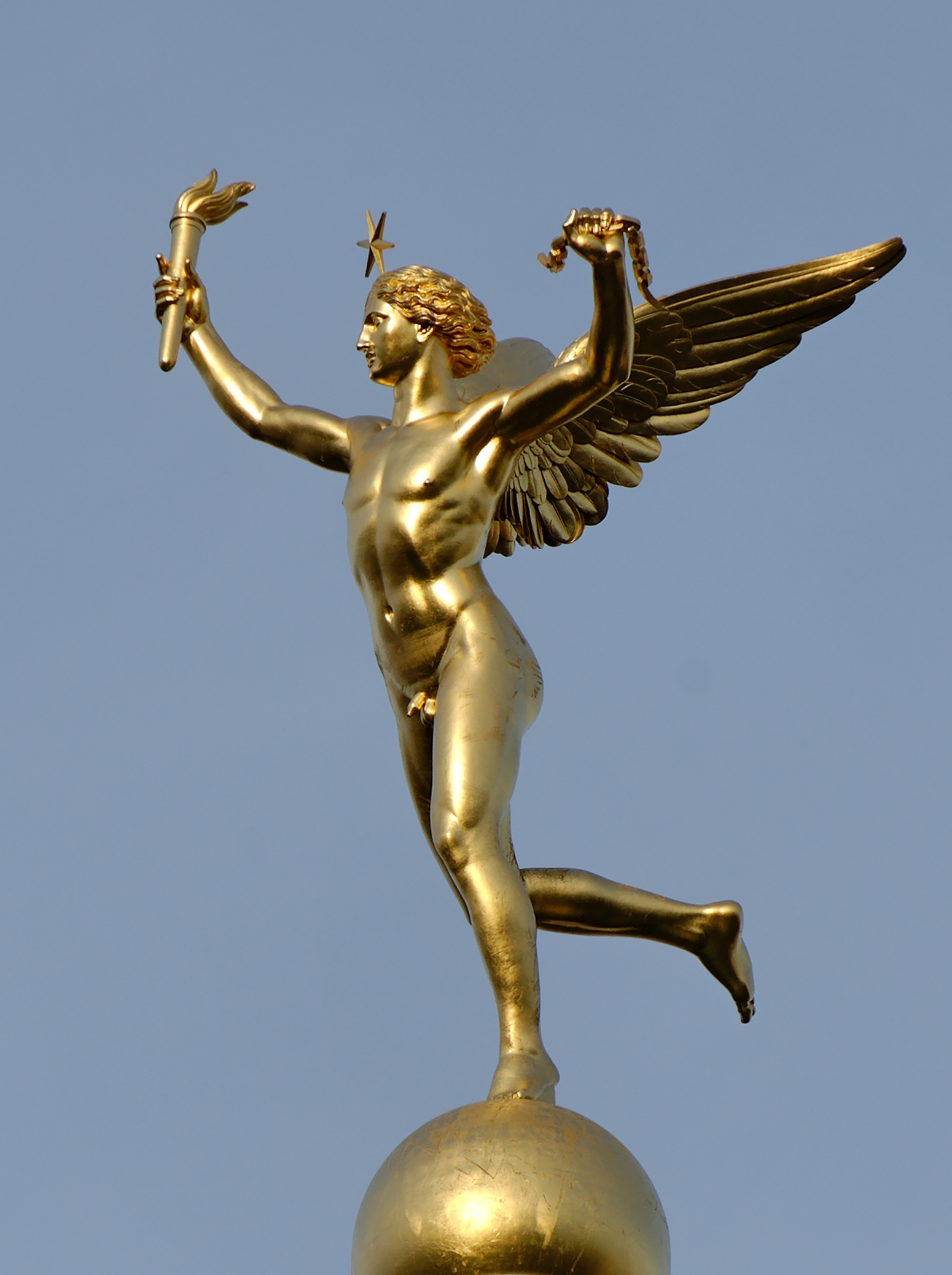
Augustin Dumont (1801-1884): A szabadság géniusza

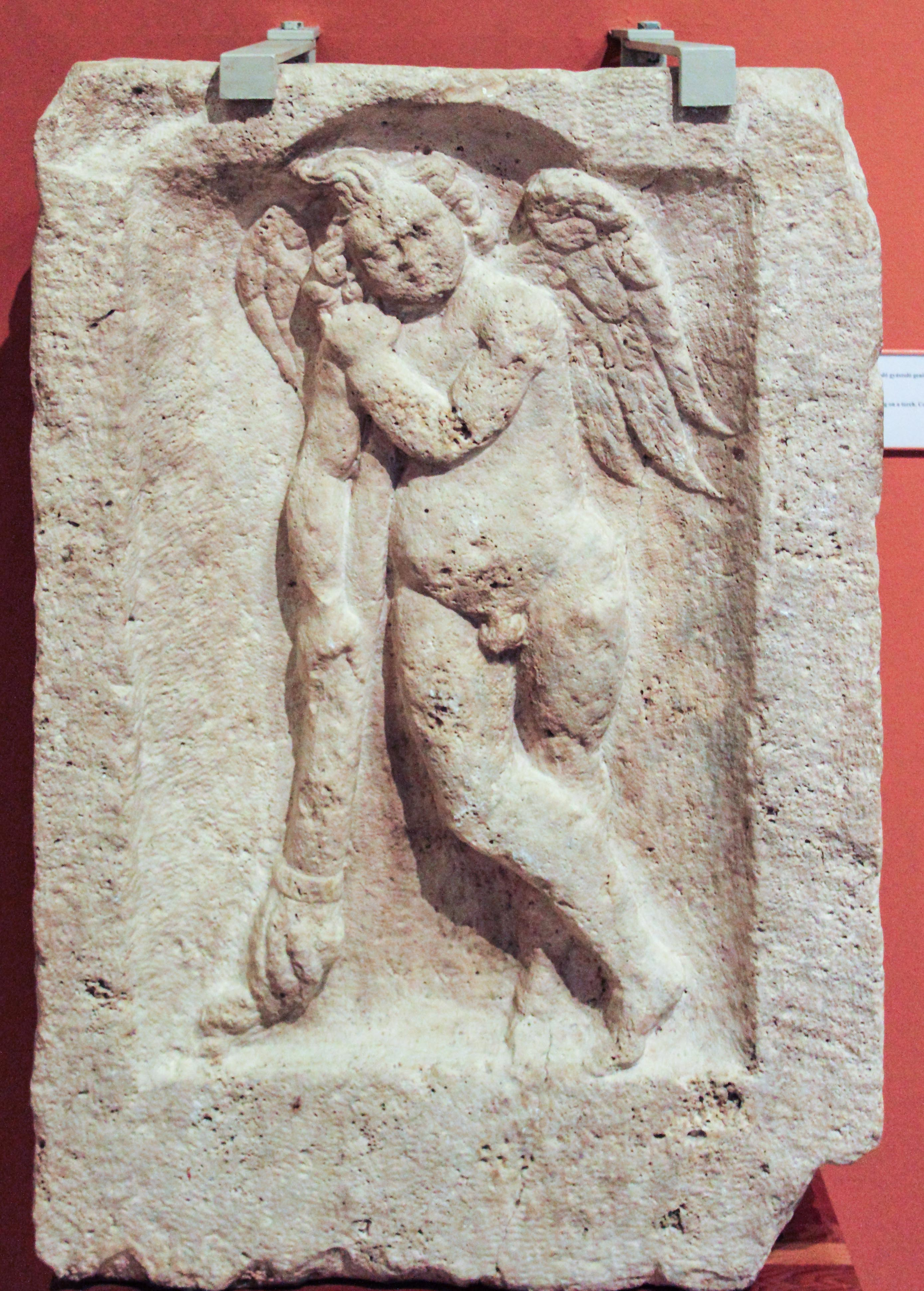
Gyászoló genius pannoniai római sírkövön

A genius (ejtsd: géniusz) az ókori római vallás jellegzetes ősi eleme, egy férfi személyes védőszelleme és személyiségének, sorsának és mindenekelőtt termékenységének jelképe is volt egyben. Az adott férfi halálával megszűnt geniusa is. A történelem előtti időkben a genius eredetileg az ősök szellemének volt a jelképe, amely az utódok élete fölött vigyázott. Ebből alakult ki később az elképzelés, hogy a genius tulajdonképpen személyes védőszellem, amelyek előtt áldozni kell és amelyektől az élet nehéz helyzeteiben segítséget és inspirációt remélt az ember. A genius ünnepe az illető születésnapja volt. 
Nem kizárólag személyek, hanem csoportok, települések (Genius loci), területek, régiók, országok, színházak is rendelkezhettek geniussal. Innen már nem volt nagy lépés Róma geniusa (Genius urbis Romae ill. Genius populi Romani), végül a Augustus császár geniusát (Genius Augusti) már istenként tisztelték.